# Удрякбаш
Удрякба́ш (рос. Удрякбаш, башк. Өйҙөрәкбаш) — село у складі Благоварського району Башкортостану, Росія. Адміністративний центр Удрякбашівської сільської ради.
Населення — 540 осіб (2010; 570 в 2002).
Національний склад:
- башкири — 88 %

У селі народились:
- Х.Ішбулатов — царський генерал (1851—1921)
- Галімжан Нігматі — літератор та критик (1892—1937)
- Агліуллін Хаміт Шамсутдінович — Герой Радянського Союзу (1919—1943).